# Ritratto di famiglia (Previtali)
Il Ritratto di famiglia è un dipinto olio su tela di Andrea Previtali conservato a Bergamo nella collezione del conte Moroni a palazzo Moroni realizzato tra il 1522 e il 1523.

## Storia
Andrea Previtali nacque a Bergamo e con la famiglia che commerciava corde e aghi, si trasferì molto piccolo a Venezia, dove divenne allievo di Giovanni Bellini. L'attività di famiglia lo porterà a firmare Andrea Cordellaghi i suoi primi lavori, forse per fare pubblicità al loro commercio. Fece ritorno a Bergamo nel 1512 ,come altri artisti lagurari, invitati dalle famiglie della nuova borgheria per la realizzazione di pale d'altare e ritratti che le ponessero all'attenzione delle autorità veneziane che governavano in città.
I contatti con la famiglia Casotti de Mazzoleni furono importanti e molteplici per il Previtali, in particolare con Paolo Casotti del quale eseguirà il ritratto con la moglie nella pala Madonna Casotti nel 1523, e di Bartolomeo che gli aveva commissionato la pala San Giovanni Battista tra altri santi per la capella di famiglia nella chiesa di Santo Spirito. Il dipinto che raffigura la famiglia di Giovannino di Bertolino Casotti è conservato in collezione privata dal conte Moroni-

## Descrizione

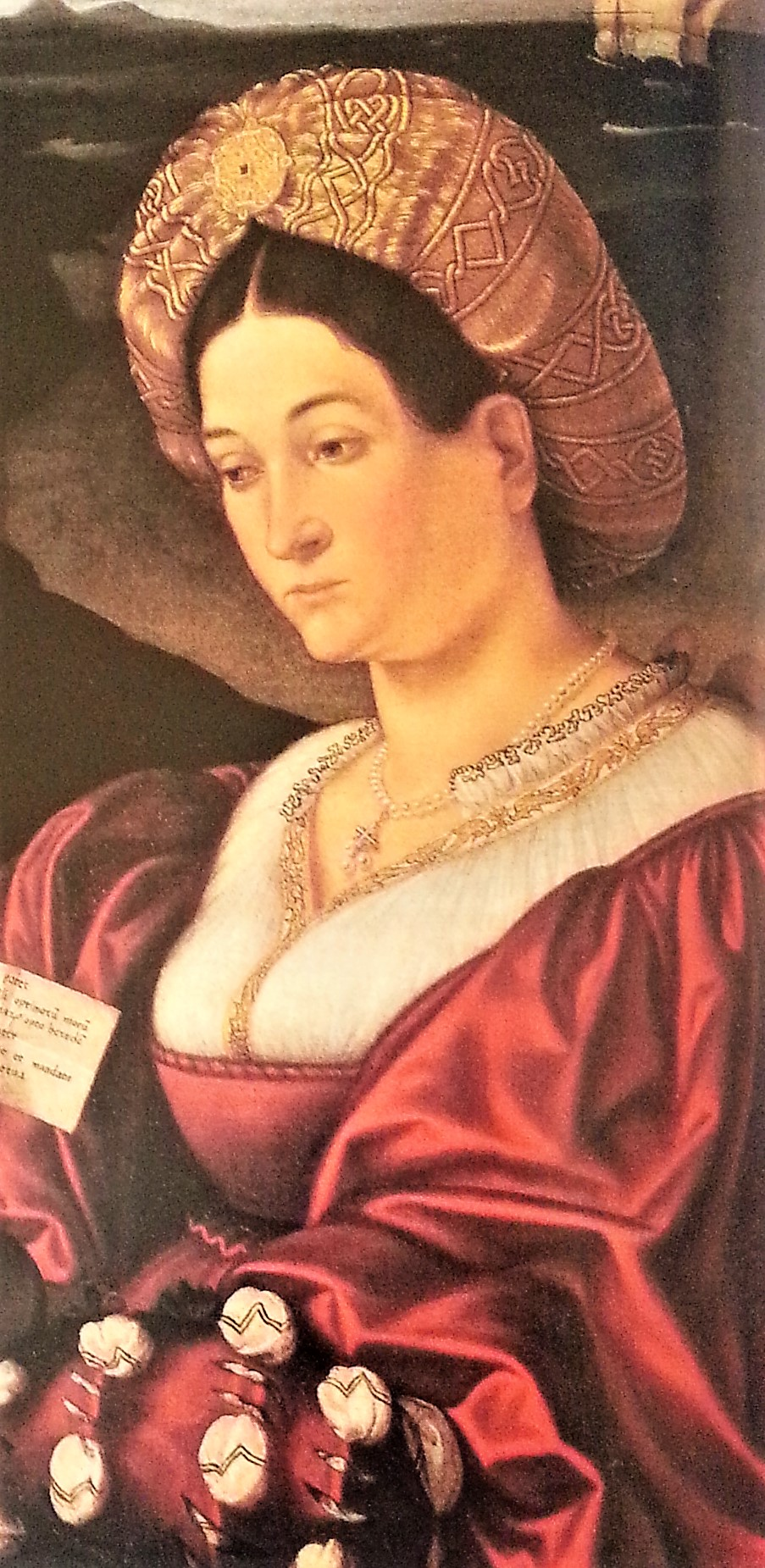
Ritratto della famiglia di Giovannino di Bertolino Casotti - particolare

La tela raffigura la famiglia di Giovannino di Bertolino Casotti e ci ricorda l'arte del Lotto nel ritratto psicologico. Il Lotto era non solo amico ma anche vicino di bottega del Previtali, a conferma della capacità dell'artista di cogliere la tecnica e le doti degli artisti di maggior prestigio presenti nel tempo.
Un biglietto, che presenta le piegature come fosse appena stato aperto, è il protagonista centrale dell'opera. Riporta la scritta+pater/Magis te fili optimorum morum/quam divitiarum opto heredem/Mater/Fili deum time et mandata/eius observa (padre: o figlio, desidero che tu sia erede più che delle ricchezze dei nuoni costumi.Madre: o figlio sii timorato di Dio e osservante dei suoi comandamenti). Il biglietto nelle sue piegature raffigura la croce, simbolo cristiano.
È il messaggio cristiano di un padre al proprio figlio, mentre posa la mano sulla sua schiena e una sulla spalla della moglie e con lo sguardo assorto, nell'ombra ma rivolto verso il pittore perché lo fissi nei tratti della sua fisionomia. Caterina, vicina a lui, ha una espressione molto intensa, e gravida e il suo sguardo è carico di pensieri. Dietro di loro una nave si avvicina solcando il mare scuro e sotto un cielo plumbeo. Forse la nave era attesa, avrebbe portato il Casotti in un ulteriore viaggio per affari. La tela voleva essere quindi la raffigurazione di un saluto, di un commiato. Il paesaggio scuro e il cielo buio rappresentano i pensieri, i sentimenti che stanno vivendo i personaggi.
Nel 1521 Caterina Casotti avrebbe dato alla luce il figlio maschio: Giovanni Vitale. Indossa un abito dai ricchi ricami e in capo ha l'acconciatura tipica delle femmine della famiglia Casotti de Mazzoleni,  molto simile a quella di Apollonia Agliardi nel ritratto di Lorenzo Lotto e a quella che l'anno successivo Previtali dipingerà nel ritratto di Agnese Avinatri per la pala Madonna Casotti.
Giovannino di Bertolino Casotti era un commerciante di panni di lana e seta, e dall'abito della moglie si desume che questo portava agiatezza alla famiglia, erano quindi frequenti i suoi viaggi lontani dagli affetti e dalla città, il ritratto ci presenta un uomo molto legato ai suoi famigliari e preoccupato, ma che guarda fisso l'osservatore, perché venga ricordato e perché venga atteso. Vuole inoltre che la sua famiglia viva nell'osservanza dei valori cristiani.